# بورگین‌باش
بورگین‌باش (انگلیسی: Burgynbash) یک شهرک در شهرستان تاتیشلینسکی استان باشقیرستان کشور روسیه است.